# Diable de Vauvert
Diable de Vauvert, född 6 juni 2013 i Frankrike, är en fransk varmblodig travhäst. Han tränas av Bertrand Le Beller och körs av Gabriele Gelormini eller Tony Le Beller.
Han har hittills under sin karriär sprungit in 1,1 miljoner euro på 74 starter varav 15 segrar, 8 andraplatser och 7 tredjeplatser. Hans hittills största seger har kommit i Prix de Paris (2022). Han har även segrat i Prix de Bretagne (2020), Prix Jean Riaud (2022) och Harper Hanovers Lopp (2022). Samt på andraplats i Prix Jockey (2018), Prix de Paris (2021), Prix de Belgique (2022) samt på tredjeplats i Tour Europeen du Trotteur Francais (2023).

## Statistik
| Statistik för Diable de Vauvert (Ref.) | Statistik för Diable de Vauvert (Ref.) | Statistik för Diable de Vauvert (Ref.) | Statistik för Diable de Vauvert (Ref.) | Statistik för Diable de Vauvert (Ref.) | Statistik för Diable de Vauvert (Ref.) |
| -------------------------------------- | -------------------------------------- | -------------------------------------- | -------------------------------------- | -------------------------------------- | -------------------------------------- |
| Starter                                | Placeringar                            | Startprissumma                         | Segerprocent                           | Platsprocent                           | Rekord                                 |
| 74                                     | 15-8-7                                 | 1 162 190 euro                         | 20 %                                   | 41 %                                   | 1.09,6ak,                              |

### Större segrar
| År   | Lopp                 | Kusk               | Vinstbelopp  | Grupp   |
| ---- | -------------------- | ------------------ | ------------ | ------- |
| 2020 | Prix de Bretagne     | Gabriele Gelormini | 54 000 EUR   | Grupp 2 |
| 2022 | Prix de Paris        | Tony Le Beller     | 180 000 EUR  | Grupp 1 |
| 2022 | Prix Jean Riaud      | Tony Le Beller     | 40 500 EUR   | Grupp 3 |
| 2022 | Harper Hanovers Lopp | Gabriele Gelormini | 1 000 000 kr | Grupp 1 |